# Shool
Shool to bollywoodzki dramat kryminalny wyprodukowany w 1999 roku przez Ram Gopal Varma (Satya, Company). Wyreżyserowany przez debiutanta E. Nivasa (Dum w 2003). W rolach głównych  nagrodzeni za swe role: Manoj Bajpai (znany z Satyi), Sayaji Shinde i Raveena Tandon. Dialogi napisał Anurag Kashyap, autor dialogów do Guru i Yuva, reżyser Black Friday). Tematem filmu jest walka prawa z kryminalizacją polityki. Na wskroś uczciwy policjant ma przeciwko sobie gangstera rządzącego z pozycji posła do parlamentu i kupioną przez niego policję. Bezsilność prawa wobec przemocy popycha go do wzięcia sprawiedliwości w swoje ręce.

## Fabuła
Samar Pratap Singh (Manoj Bajpai) jest policjantem z powołania. Wierzy, że w imieniu prawa, opłacany przez państwo ma bronić najsłabszych. Dlatego wszędzie, gdzie się pojawi wchodzi w konflikt ze skorumpowanymi policjantami, politykami, z gangsterami u władzy.  Ze wszystkimi, którzy wierzą, że dzięki pieniądzom i władzy stoją  ponad prawem. Teraz wraz z żoną (Raveena Tandon) i córeczką Sonu przyjeżdża  do stanu Bihar. Na miejscu musi zmierzyć się z panującym tu wszechwładnie od nastu lat gangsterem w skórze posła do parlamentu Bachoo Yadave (Sayaji Shinde)...

## Obsada
- Manoj Bajpai – Samar Pratap Singh
- Raveena Tandon – Manjari Singh
- Sayaji Shinde – Bachoo Yadav
- Nagesh Bhonsle – Lallan Vinod
- Pratima Kazmi – Bacchoo Yadav's mother
- Veerendra Saxena – Prawal Pratap Singh
- Yashpal Sharma – Lalan Singh
- Shri Vallabh Vyas – D.S.P.
- Ganesh Yadav – inspektor Hussain
- Rajpal Yadav – portier
- Shilpa Shetty – taniec w piosence 'UP Bihar')

## Muzyka i taniec
Autorami muzyki jest trio Shankar-Ehsaan-Loy. Film zawiera 5 piosenek:
- Aaya Mere Papa Ko
- Shool Si Chubhe Hai
- Shool (Title Song)
- Main Aayi Hoon UP Bihar Lootn (taniec Shilpy Shetty)
- Main Aayi Hoon UP Bihar (Remix)

## Nagrody
1. Manoj Bajpai – Nagroda Filmfare Krytyków dla Najlepszego Aktora
2. Sayaji Shinde – Nagroda Screen Wekly za Najlepszą Rolę Negatywną